# 阿史那车薄
阿史那车薄，姓阿史那氏，名车薄，唐代西突厥车鼻施部首领。
永淳元年（682年），杜怀宝主安西，驻碎叶，失和蕃戎。车薄率十姓部落反唐，杜怀宝败亡，进围弓月城（今新疆霍城县西北）。安西副都护、金山都护王方翼驰救，将其击败，进破于伊丽水（伊犁河），丧师千余。阿史那车薄退守热海，策反唐军蕃将，合突骑施及三姓咽面共拒唐军，拥兵十万，再战于热海（今伊塞克湖），王方翼再破其军，兵败逃遁。后不知所终。